# Jeremy Dudziak
Jeremy Calvin Dudziak (* 28. August 1995 in Hamburg) ist ein deutscher Fußballspieler. Er stand zuletzt bei Hertha BSC unter Vertrag.

## Familie
Dudziak wurde als Sohn einer deutschen Mutter und eines in Ghana geborenen und in Tunesien aufgewachsenen Vaters in Hamburg geboren. Er wuchs in Duisburg auf.

## Karriere

### Verein
Jeremy Dudziak spielte in der Jugend von Viktoria Beeck und dem MSV Duisburg und wechselte 2007 in die Jugendabteilung des FC Schalke 04. Zwei Jahre später ging er zu Borussia Dortmund.
Für den BVB spielte er in der A-Junioren-Bundesliga und in der NextGen Series 2012/13. Dort schied man in der Gruppenphase mit fünf Punkten aus sechs Spielen als Gruppenletzter aus. Wegen mehrerer verletzungsbedingter Ausfälle in der zweiten Mannschaft wurde er am 16. Februar 2013 in den Kader für das Spiel gegen den Karlsruher SC berufen und kam zu seinem Debüt im Profibereich, als er in der 86. Minute für Mustafa Amini eingewechselt wurde. Am 27. Januar 2015 erhielt Dudziak einen bis zum 30. Juni 2018 laufenden Profivertrag und stand am 28. Februar 2015 beim Revierderby im Kader der ersten Mannschaft, kam jedoch nicht zum Einsatz. Sein Bundesligadebüt absolvierte er am 21. März 2015 beim Auswärtsspiel gegen Hannover 96 (3:2), als er in der 58. Minute für Oliver Kirch eingewechselt wurde.
Dudziak wechselte am 28. August 2015 zum Zweitligisten FC St. Pauli. Dort erzielte er beim 3:3 gegen den 1. FC Union Berlin am 11. Spieltag seinen ersten Profitreffer mit dem Tor zum 2:2. Im Frühjahr 2019 entschied er sich, seine zum Saisonende 2018/19 endende Vertragslaufzeit nicht zu verlängern.
Zur Saison 2019/20 wechselte Dudziak ablösefrei zum Stadtrivalen und Ligakonkurrenten Hamburger SV, bei dem er einen Vertrag mit einer Laufzeit bis zum 30. Juni 2022 erhielt. Unter dem Cheftrainer Dieter Hecking etablierte er sich im zentralen Mittelfeld als Stammspieler. Im Februar 2020 zog sich Dudziak einen Innenbandriss im Knie zu, der für ihn das Saisonaus bedeutet hätte. Jedoch wurde die Spielzeit aufgrund der COVID-19-Pandemie rund einen Monat später für 2 Monate unterbrochen. Somit stand er für die Schlussphase der Saison wieder zur Verfügung. Dudziak absolvierte 28 Zweitligaspiele, stand 23-mal in der Startelf und erzielte 3 Tore. Der HSV belegte nach einer starken Hin- und einer schwachen Rückrunde zum zweiten Mal in Folge den 4. Platz und verpasste den Wiederaufstieg. Zur Saison 2020/21 übernahm Daniel Thioune die Mannschaft. Auch unter ihm war Dudziak Stammspieler. Er absolvierte 27 Zweitligaspiele (21-mal von Beginn), in denen er 2 Tore erzielte. Darüber hinaus bereitete er 7 Tore vor und war damit nach Manuel Wintzheimer der zweitbeste Vorlagengeber seiner Mannschaft. Der HSV war nach der Hinrunde Tabellenführer, spielte aber erneut eine schwache Rückrunde, in der man aus den Aufstiegsplätzen fiel. Dies führte zur Trennung von Thioune, woraufhin Horst Hrubesch für die letzten 3 Spiele Interimstrainer wurde. Dieser suspendierte Dudziak für das bedeutungslose letzte Spiel, da er sich an „einfache teaminterne Regeln nicht gehalten hat“. Der HSV belegte letztendlich zum dritten Mal in Folge den 4. Platz.
Mitte August 2021 wechselte Dudziak in die Bundesliga zur SpVgg Greuther Fürth. Der 25-Jährige unterschrieb beim Aufsteiger einen Vertrag bis zum 30. Juni 2024. Ende Januar 2023 wurde Dudziak an den abstiegsbedrohten türkischen Erstligisten Hatayspor verliehen.
Im Sommer 2023 wechselte er zu Hertha BSC in die 2. Bundesliga. Im ersten Jahr kam er zu 14 Einsätzen, war zwischenzeitlich jedoch durch einen Mittelfußbruch längere Zeit ausgefallen. In der zweiten Spielzeit verletzte er sich am 2. Spieltag an den Adduktoren und musste den Rest der Saison aussetzen. Sein im Sommer 2025 auslaufender Vertrag wurde nicht verlängert.

### Nationalmannschaft
Dudziak absolvierte 2010 gegen Polen ein Länderspiel für die deutsche U-15-Nationalmannschaft und kam am 14. November 2010 zu seinem Länderspieldebüt für die deutsche U-16 gegen Russland. Mit der deutschen U-17-Nationalmannschaft nahm er an der U-17-Fußball-Europameisterschaft 2012 in Slowenien teil und zog dabei ins Endspiel ein. Das Finale wurde gegen die Niederlande mit 4:5 nach Elfmeterschießen verloren.
Im Mai 2015 wurde Dudziak in den Kader für die U-20-Weltmeisterschaft 2015 in Neuseeland berufen.
Dudziak hatte ebenfalls die Möglichkeit, für die ghanaische und tunesische Nationalmannschaft zu spielen, da sein Vater in Ghana geboren wurde und in Tunesien aufgewachsen ist. Ende August 2019 wurde Dudziak erstmals in den Kader der tunesischen Nationalmannschaft berufen. Am 6. September 2019 debütierte er beim 1:0-Testspielsieg gegen Mauretanien. Da er nicht die tunesische Staatsbürgerschaft besitzt, kann er nicht in Pflichtspielen eingesetzt werden und wurde daher nicht mehr nominiert. Da kein Kontakt zu seinem Vater besteht, gab es Probleme mit einer Einbürgerung.

## Titel
- U19-Europameister: 2014